# Peter Hughes
Peter Hughes (London, 1922. május 20. – 2019. február 5.) angol színész.

## Filmjei
- The Primitives (1962)
- Az Angyal kalandjai (The Saint) (1965, tv-sorozat, egy epizódban)
- Szellemes nyomozók (Randall and Hopkirk) (1969, tv-sorozat, egy epizódban)
- Love Is a Splendid Illusion (1970)
- A bor nem válik vízzé (Last of the Summer Wine) (1976, 1983, tv-sorozat, két epizódban)
- Anyám büszke lehet (Some Mothers Do 'Ave 'Em) (1978, tv-sorozat, egy epizódban)
- Nagy Muppet rajcsúrozás (The Great Muppet Caper) (1981)
- Út Indiába (A Passage to India) (1984)
- Szemenszedett hazugságok (Pack of Lies) (1987, tv-film)
- Remény és dicsőség (Hope and Glory) 1987)
- Baleseti sebészet (Casualty) (1987, tv-sorozat, egy epizódban)
- Hasfelmetsző Jack (Jack the Ripper) (1988, tv-sorozat, két epizódban)
- A heroin útja (Traffik) (1989)
- Majd a komornyik (Jeeves and Wooster) (1990, tv-sorozat, egy epizódban)
- Agatha Christie: Poirot (Poirot) (1994, tv-sorozat, egy epizódban)
- Evita (1996)
- Megbundázott mérkőzések (The Fix) (1997)